# Jati (Bojongpicung)
Jati is een bestuurslaag in het regentschap Cianjur van de provincie West-Java, Indonesië. Jati telt 8674 inwoners (volkstelling 2010).